# RTL Spike
Az RTL Spike a ViacomCBS csatornája volt 2016 és 2021 között.
A csatorna hangja Debreczeny Csaba volt, reklámidejét mindvégig az RTL Saleshouse értékesítette.

## A csatorna indulása
A Viacom 2016 szeptemberében jelentette be, hogy az RTL Magyarországgal csupán brand alapján együttműködve új csatornát indít Magyarországon ezen a néven. A Viacom tulajdonában álló Spike (amely az USA-ban 2018 januárja óta Paramount Network néven működik) már több országban befutott, Magyarországon pedig (egyedülálló módon) a társaság az RTL-lel névben való együttműködésben indította el. Októberben az is kiderült, hogy a csatorna indulásának időpontja december 1-je lesz. A csatorna tesztadása 2016. novemberében, hivatalos műsora december 1-jén indult és minden jelentősebb szolgáltató kínálatában megtalálható. A csatorna bizonyos információk szerint a Film+ 2 helyét vette volna át, de az állítás téves volt, helyén 2017. július 3-án az RTL Gold indult el. A csatorna a cseh médiahatóság felügyelete alatt működött. A korhatár-besorolás jele a 18-as korhatár besorolású műsorok alatt egy X betű volt, ami a Spike szöveg mellett volt látható.

## Megszűnés
2020. október 20-án a Big Picture konferencián a ViacomCBS bejelentette, hogy az alacsony nézettsége miatt megszünteti a csatornát. Az év november 23-án a megszűnés dátuma is világossá vált.
A csatorna 2021. január 12-én 06:00-kor szűnt meg, helyét a TeenNick vette át, de a weboldalak 13-a 06:00-ig közölték műsorát, hasonlóan a Universal Channelhez, ahol a 2016. augusztus 24-i megszűnését követően egészen 28-áig közölték műsorát.

## Műsorkínálata
A csatornán helyi tartalmak és saját gyártású műsorok is helyet kaptak.

### Saját gyártású műsorok
| Műsor címe      | Premier           |
| --------------- | ----------------- |
| Playback párbaj | 2016. december 2. |
| Pumpedék        | 2017. március 20. |

### Akció-, sci-fi-, krimi-, horror-, kaland-, dráma- és reality-sorozatok
| Műsor címe                | Eredeti cím          |
| ------------------------- | -------------------- |
| Ash vs Evil Dead          | Ash vs Evil Dead     |
| Bellator MMA              | Bellator MMA         |
| Bútorguruk                | Framework            |
| Cobra 11                  | Alarm für Cobra 11   |
| Csillagkapu: Atlantisz    | Stargate: Atlantis   |
| Csőd vagy család          | Life or Debt         |
| Éhes befektetők           | Hungry Investors     |
| Fekete vitorlák           | Black Sails          |
| Frankenkaja               | Frankenfood          |
| Gyilkos elmék             | Criminal Minds       |
| Hajsza                    | The Fall             |
| Hihetetlen, de halálos    | 1001 Ways to Die     |
| A hős legendája           | Legend of the Seeker |
| iZombie                   | IZombie              |
| Jéglovagok                | Ice Road Truckers    |
| Kamionnal a halálutakon   | IRT Deadliest Roads  |
| Kontár kivitelezők        | Catch a Contractor   |
| New Orleans-i fejvadászok | Big Easy Justice     |
| Rohamjárőrök              | Police Interceptors  |
| Sötét árvák               | Orphan Black         |
| Top Gear                  | Top Gear             |
| Vámpírnaplók              | The Vampire Diaries  |
| A visszatérők             | The 100              |
| The Walking Dead          | The Walking Dead     |

### Animációs sorozatok
| Műsor címe                      | Eredeti cím                      |
| ------------------------------- | -------------------------------- |
| Batman of the Future            | Batman of the Future             |
| Batman: A rajzfilmsorozat       | Batman: The Animated Series      |
| Batman                          | The Batman                       |
| A galaxis őrzői                 | Marvel's Guardians of the Galaxy |
| A Pókember elképesztő kalandjai | Marvel's Ultimate Spiderman      |
| Star Wars: A klónok háborúja    | Star Wars Clone Wars             |
| Star Wars: Lázadók              | Star Wars Rebels                 |
| X-Men                           | X-Men                            |

Az animációs filmek inkább a fiúkat és a fiatal férfiakat célozták meg.
Később műsorra kerülhetett az amerikai Jersey Shore magyar változata, a Budapest Shore is.
A sorozatok közül a Wyonna Earp című fantasy került a képernyőre, emellett látható volt még két másik horrorsorozat is, az iZombie és az Ash vs Evil Dead.
Az amerikai bemutatók után, később műsorra került A köd, és a Red Mars című sci-fi is.
A The Walking Dead a 9. évadtól a 10.évad 16.részig itt volt látható 1 nap késéssel szinkronosan.